# Цурута, Ёсиюки
Ёсиюки Цурута (яп. 鶴田 義行 Цурута Ёсиюки, 1 октября 1903 — 24 июля 1986) — японский пловец, двукратный олимпийский чемпион.
Ёсиюки Цурута родился в 1903 году в деревне Исики района Кагосима префектуры Кагосима (ныне это место находится внутри границ города Кагосима). С 1920 года стал работать на железной дороге, в 1924 году пошёл добровольцем во флот и стал служить в сухопутных частях Императорского флота в Морском районе Сасэбо. В 1925 году Ёсиюки Цурута принял участие во 2-х Играх Храма Мэйдзи, где стал первым на дистанции 200 м брассом. В 1928 году он в составе сборной Японии принял участие в Олимпийских играх в Амстердаме и завоевал золотую медаль.
По возвращении в Японию Ёсиюки Цурута поступил в юридическую школу при университете Мэйдзи, по окончании которой пошёл работать на Южно-Маньчжурскую железную дорогу. В 1932 году Южно-Маньчжурская железная дорога проспонсонировала его участие в Олимпийских играх в Лос-Анджелесе, где он вновь завоевал золотую медаль.
С 1934 года Ёсиюки Цурута стал директором департамента физвоспитания в муниципалитете города Нагоя. В 1943 году он был призван во флот.
По окончании Второй мировой войны Ёсиюки Цурута стал работать в выходящей в префектуре Эхиме газете «Эхимэ Симбун». В 1948 году он стал советником Всеяпонской Ассоциации плавания, с 1949 года начал борьбу за включение плавания в программу физического воспитания в школах.
В 1968 году Ёсиюки Цурута был включён в Международный зал славы плавания. В 1974 году японское правительство наградило его орденом Восходящего солнца 4-й степени.